# Vale de Remígio
Vale de Remígio ist eine Gemeinde (Freguesia) im portugiesischen Kreis Mortágua. In ihr leben 678 Einwohner (Stand 30. Juni 2011).